# Parque Nacional Kerama Shotō
O Parque Nacional Kerama Shotō é um parque nacional japonês, localizado na prefeitura de Okinawa. Extendendo-se por 3 520 hectares, foi designado parque nacional em 5 de março de 2014.